# Coptotrophis resectus
Coptotrophis resectus är en skalbaggsart som först beskrevs av Sylvain Auguste de Marseul 1870.  Coptotrophis resectus ingår i släktet Coptotrophis och familjen stumpbaggar. Inga underarter finns listade i Catalogue of Life.